# Spektrální rozklad
V lineární algebře se spektrálním rozkladem čtvercové komplexní matice rozumí její kanonický tvar zapsaný pomocí
matic sestavených z jejích vlastních čísel a vlastních vektorů.
Matice, které mají spektrální rozklad, se nazývají normální.
Spektrální rozklad patří mezi základní charakteristiky matice a využívá se v oblastech, jako jsou kvantová mechanika, zpracování signálu a numerická analýza.

## Definice
Vlastní rozklad čtvercové matice {\displaystyle {\boldsymbol {A}}} nad libovolným tělesem {\displaystyle T} je její zápis jako součin tří matic {\displaystyle {\boldsymbol {Q\Lambda Q}}^{-1}}, kde {\displaystyle {\boldsymbol {Q}}} je regulární matice, jejíž sloupce tvoří vlastní vektory {\displaystyle {\boldsymbol {A}}}, diagonální matice {\displaystyle {\boldsymbol {\Lambda }}} s vlastními čísly matice {\displaystyle {\boldsymbol {A}}} na diagonále a matice inverzní k matici {\displaystyle {\boldsymbol {Q}}}. Matice mající vlastní rozklad se nazývá diagonalizovatelná, protože je dle této definice podobná diagonální matici.
Spektrální rozklad je vlastním rozkladem komplexní matice, kde je matice {\displaystyle {\boldsymbol {Q}}} sestavena z ortonormální báze vlastních vektorů, čili je unitární.
V české literatuře bývá termín spektrální rozklad někdy používán i pro vlastní rozklad.
Název je odvozen z termínu pro množinu vlastních čísel tzv. spektra matice.

### Ukázky
Rozklad reálné matice:
{\displaystyle {\begin{pmatrix}0&2\\-1&3\end{pmatrix}}={\begin{pmatrix}2&1\\1&1\end{pmatrix}}{\begin{pmatrix}1&0\\0&2\end{pmatrix}}{\begin{pmatrix}2&1\\1&1\end{pmatrix}}^{-1}}
je vlastním rozkladem. Vlastní vektory nejsou na sebe navzájem kolmé, proto uvedená matice nemá spektrální rozklad a není normální.
Oproti tomu rozklad reálné matice:
{\displaystyle {\begin{pmatrix}1&2\\2&1\end{pmatrix}}={\begin{pmatrix}{\frac {1}{\sqrt {2}}}&{\frac {1}{\sqrt {2}}}\\{\frac {1}{\sqrt {2}}}&-{\frac {1}{\sqrt {2}}}\end{pmatrix}}{\begin{pmatrix}3&0\\0&-1\end{pmatrix}}{\begin{pmatrix}{\frac {1}{\sqrt {2}}}&{\frac {1}{\sqrt {2}}}\\{\frac {1}{\sqrt {2}}}&-{\frac {1}{\sqrt {2}}}\end{pmatrix}}^{-1}}
je spektrálním rozkladem, protože vlastní vektory tvoří ortonormální bázi. (Zde dokonce platí {\displaystyle {\boldsymbol {Q}}^{-1}={\boldsymbol {Q}}}.)
Ukázkou spektrálního rozkladu komplexní (zde hermitovské) matice, je součin:
{\displaystyle {\begin{pmatrix}2&{\frac {2(1+i)}{3}}&{\frac {-1-i}{3}}\\[1mm]{\frac {2(1-i)}{3}}&{\frac {2}{3}}&{\frac {2i}{3}}\\[1mm]{\frac {-1+i}{3}}&-{\frac {2i}{3}}&{\frac {7}{3}}\\\end{pmatrix}}={\begin{pmatrix}{\frac {2}{3}}&{\frac {-3+i}{3{\sqrt {3}}}}&{\frac {-1-2i}{3{\sqrt {3}}}}\\[2mm]{\frac {1}{3}}&{\frac {2i}{3{\sqrt {3}}}}&{\frac {4+2i}{3{\sqrt {3}}}}\\[2mm]{\frac {2}{3}}&{\frac {3-2i}{3{\sqrt {3}}}}&{\frac {-1+i}{3{\sqrt {3}}}}\end{pmatrix}}{\begin{pmatrix}2&0&0\\0&3&0\\0&0&0\end{pmatrix}}{\begin{pmatrix}{\frac {2}{3}}&{\frac {-3+i}{3{\sqrt {3}}}}&{\frac {-1-2i}{3{\sqrt {3}}}}\\[2mm]{\frac {1}{3}}&{\frac {2i}{3{\sqrt {3}}}}&{\frac {4+2i}{3{\sqrt {3}}}}\\[2mm]{\frac {2}{3}}&{\frac {3-2i}{3{\sqrt {3}}}}&{\frac {-1+i}{3{\sqrt {3}}}}\end{pmatrix}}^{-1}}
Matice {\displaystyle {\begin{pmatrix}3&2\\0&3\end{pmatrix}}} není diagonalizovatelná, a proto nemá žádný vlastní ani spektrální rozklad.

## Existence

### Vlastní rozklad
Vlastní čísla {\displaystyle \lambda } a vlastní vektory {\displaystyle {\boldsymbol {x}}} čtvercové matice {\displaystyle {\boldsymbol {A}}} řádu {\displaystyle n} jsou řešením lineární rovnice {\displaystyle {\boldsymbol {A}}{\boldsymbol {x}}=\lambda {\boldsymbol {x}}}. Pokud má tato soustava {\displaystyle n} lineárně nezávislých řešení {\displaystyle {\boldsymbol {x}}_{1},\dots ,{\boldsymbol {x}}_{n}} odpovídajících {\displaystyle \lambda _{1},\dots ,\lambda _{n}}, lze z vlastních vektorů {\displaystyle {\boldsymbol {x}}_{1},\dots ,{\boldsymbol {x}}_{n}} sestavit regulární matici {\displaystyle {\boldsymbol {Q}}} a vlastní čísla umístit na diagonálu diagonální matice {\displaystyle {\boldsymbol {\Lambda }}}. Pro takto sestavené matice pak platí {\displaystyle {\boldsymbol {AQ}}={\boldsymbol {Q\Lambda }}}, protože {\displaystyle i}-tý sloupec v uvedeném součinu odpovídá rovnici {\displaystyle {\boldsymbol {Ax}}_{i}=\lambda _{i}{\boldsymbol {x}}_{i}}.
Matice {\displaystyle {\boldsymbol {Q}}} je regulární, a proto rovnost {\displaystyle {\boldsymbol {AQ}}={\boldsymbol {Q\Lambda }}} lze upravit na ekvivalentní vztah {\displaystyle {\boldsymbol {A}}={\boldsymbol {Q\Lambda Q}}^{-1}} vynásobením {\displaystyle {\boldsymbol {Q}}^{-1}} zprava.
Rovnici {\displaystyle {\boldsymbol {A}}{\boldsymbol {x}}=\lambda {\boldsymbol {x}}} lze převedením obou členů na levou stranu a vytknutím {\displaystyle {\boldsymbol {x}}} upravit na ekvivalentní rovnici {\displaystyle ({\boldsymbol {A}}-\lambda \mathbf {I} ){\boldsymbol {x}}={\boldsymbol {0}}}, kde {\displaystyle \mathbf {I} } značí jednotkovou matici. Tato rovnice odpovídá homogenní soustavě lineárních rovnic. Homogenní soustavy mají netriviální řešení právě když matice soustavy je singulární, čili když má nulový determinant. Determinant matice {\displaystyle {\boldsymbol {A}}-t\mathbf {I} } je polynom stupně {\displaystyle n} v proměnné {\displaystyle t} a nazývá se charakteristický polynom matice {\displaystyle {\boldsymbol {A}}} a značí se {\displaystyle p_{\boldsymbol {A}}(t)}. Z uvedeného vyplývá, že {\displaystyle \lambda } je vlastním číslem matice {\displaystyle {\boldsymbol {A}}}, právě když je kořenem jejího charakteristického polynomu, čili když dosazení {\displaystyle \lambda } za {\displaystyle t} dává {\displaystyle p_{\boldsymbol {A}}(\lambda )=0}.
Matici {\displaystyle {\boldsymbol {\Lambda }}} lze sestavit z vlastních čísel, právě když lze charakteristický polynom rozložit na součin lineárních polynomů {\displaystyle p_{\boldsymbol {A}}(t)=\prod _{i=1}^{n}(\lambda _{i}-t)}. Násobnost {\displaystyle \lambda _{i}} coby kořene charakteristického polynomu se nazývá algebraická násobnost vlastního čísla a odpovídá počtu výskytů {\displaystyle \lambda _{i}} na diagonále matice {\displaystyle {\boldsymbol {\Lambda }}}.
Sloupce matice {\displaystyle {\boldsymbol {Q}}} odpovídající {\displaystyle \lambda _{i}} jsou bází prostoru řešení homogenní soustavy {\displaystyle ({\boldsymbol {A}}-\lambda _{i}\mathbf {I} ){\boldsymbol {x}}={\boldsymbol {0}}}. Dimenze prostoru řešení se nazývá geometrická násobnost vlastního čísla {\displaystyle \lambda _{i}}. Lze ukázat, že geometrická násobnost vlastního čísla nikdy nepřesáhne jeho algebraickou násobnost. Aby bylo možné sestavit vlastní rozklad s regulární maticí {\displaystyle {\boldsymbol {Q}}} je proto nutné a postačující, aby se geometrická a algebraická násobnost každého vlastního čísla shodovaly.

### Spektrální rozklad
Existence spektrálního rozkladu pro normální matice, tj. matice které v součinu komutují se svou hermitovsky sdruženou maticí, čili splňují {\displaystyle {\boldsymbol {A^{\mathrm {H} }A}}={\boldsymbol {AA^{\mathrm {H} }}}}, vyplývá přímo ze Schurovy věty.

## Užití

### Inverzní matice
Pokud lze matici {\displaystyle {\boldsymbol {\boldsymbol {A}}}} rozložit {\displaystyle {\boldsymbol {A}}={\boldsymbol {Q\Lambda Q}}^{-1}} a přitom má všechna vlastní čísla nenulová, pak {\displaystyle {\boldsymbol {\boldsymbol {A}}}} je regulární a matice k ní inverzní je dána vztahem {\displaystyle {\boldsymbol {A}}^{-1}={\boldsymbol {Q}}{\boldsymbol {\Lambda }}^{-1}{\boldsymbol {Q}}^{-1}}.
Inverzní matice k diagonální {\displaystyle {\boldsymbol {\Lambda }}} je dána přímo vztahem: {\displaystyle \left({\boldsymbol {\Lambda }}^{-1}\right)_{ii}={\frac {1}{\lambda _{i}}}}.
Vlastní rozklad matice z naměřených dat nemusí bez dalších úprav poskytovat použitelnou inverzní matici. Zejména relativně malá vlastní čísla podstatně ovlivňují hodnoty v inverzní matici. Ty, která jsou blízko nuly nebo jsou ovlivněna "šumem" měřicího systému, mohou mít nepřiměřený vliv a mohly by zneplatnit využití spočtené inverzní matice.

### Funkční kalkulus
Vlastní rozklad umožňuje snadný výpočet mocninných řad matic. Pro mocninnou řadu:
{\displaystyle f(x)=a_{0}+a_{1}x+a_{2}x^{2}+\cdots }
je hodnota {\displaystyle f({\boldsymbol {A}})} matice s vlastním rozkladem {\displaystyle {\boldsymbol {A}}={\boldsymbol {Q\Lambda Q}}^{-1}} dána výrazem:
{\displaystyle f({\boldsymbol {A}})={\boldsymbol {Q}}\,f({\boldsymbol {\Lambda }})\,{\boldsymbol {Q}}^{-1}}.
Matice {\displaystyle {\boldsymbol {\Lambda }}} je diagonální, a tak lze funkce matice {\displaystyle {\boldsymbol {\Lambda }}} snadno spočítat pomocí vztahu: {\displaystyle \left[f\left({\boldsymbol {\Lambda }}\right)\right]_{ii}=f\left(\lambda _{i}\right)}. Prvky mimo diagonálu matice {\displaystyle f({\boldsymbol {\Lambda }})} jsou nulové, a tudíž {\displaystyle f({\boldsymbol {\Lambda }})} je také diagonální matice. Výpočet {\displaystyle f({\boldsymbol {A}})} podstatně redukuje na výpočet hodnoty mocninné řady na každém z vlastních čísel a dva maticové součiny.
Podobná technika funguje obecněji pro holomorfní funkční kalkulus za použití již zmíněného vztahu {\displaystyle {\boldsymbol {A}}^{-1}={\boldsymbol {Q}}{\boldsymbol {\Lambda }}^{-1}{\boldsymbol {Q}}^{-1}}. I v tomto případě platí {\displaystyle \left[f({\boldsymbol {\Lambda }})\right]_{ii}=f\left(\lambda _{i}\right)}.

#### Ukázky
Pro funkce {\displaystyle f(x)=x^{2}}, {\displaystyle f(x)=x^{n}} a {\displaystyle f(x)=\exp {x}}, resp., dostáváme vyjádření:
{\displaystyle {\boldsymbol {A}}^{2}=({\boldsymbol {Q}}{\boldsymbol {\Lambda }}{\boldsymbol {Q}}^{-1})({\boldsymbol {Q}}{\boldsymbol {\Lambda }}{\boldsymbol {Q}}^{-1})={\boldsymbol {Q}}{\boldsymbol {\Lambda }}({\boldsymbol {Q}}^{-1}{\boldsymbol {Q}}){\boldsymbol {\Lambda }}{\boldsymbol {Q}}^{-1}={\boldsymbol {Q}}{\boldsymbol {\Lambda }}^{2}{\boldsymbol {Q}}^{-1}},
{\displaystyle {\boldsymbol {A}}^{n}={\boldsymbol {Q}}{\boldsymbol {\Lambda }}^{n}{\boldsymbol {Q}}^{-1}} a
{\displaystyle \exp {\boldsymbol {A}}={\boldsymbol {Q}}\exp({\boldsymbol {\Lambda }}){\boldsymbol {Q}}^{-1}}, přičemž {\displaystyle \exp {\boldsymbol {A}}} zde značí maticovou exponenciálu.

## Numerické záležitosti

### Výpočet vlastních čísel
V praxi se vlastní čísla velkých matic nepočítají pomocí charakteristického polynomu. Výpočet polynomu je sám o sobě nákladný a podle Abelovy-Ruffiniho věty nelze pro obecné polynomy stupně alespoň 5 odvodit vzorce pro vyjádření kořenů. Proto se pro určení vlastních čísel a vlastních vektorů používají iterativní numerické metody.
I když lze např. Newtonovou metodou aproximovat kořeny polynomů, používají se pro vlastní čísla jiné postupy než výpočet charakteristického polynomu a následná aproximace jeho kořenů. Jedním z důvodů je, že i malé zaokrouhlovací chyby v koeficientech charakteristického polynomu mohou vést k velkým chybám ve vlastních číslech a vlastních vektorech: kořeny jsou špatně podmíněny koeficienty polynomu.
Jednoduchým a dostatečně přesným iteračním postupem je mocninná metoda: Nejprve je vybrán náhodný vektor {\displaystyle {\boldsymbol {v}}} a poté se spočítá posloupnost jednotkových vektorů {\displaystyle {\frac {{\boldsymbol {A}}{\boldsymbol {v}}}{\left\|{\boldsymbol {A}}{\boldsymbol {v}}\right\|}},{\frac {{\boldsymbol {A}}^{2}{\boldsymbol {v}}}{\left\|{\boldsymbol {A}}^{2}{\boldsymbol {v}}\right\|}},{\frac {{\boldsymbol {A}}^{3}{\boldsymbol {v}}}{\left\|{\boldsymbol {A}}^{3}{\boldsymbol {v}}\right\|}},\ldots }Tato posloupnost téměř vždy konverguje k vlastnímu vektoru odpovídajícímu největšímu vlastnímu číslu za předpokladu, že {\displaystyle {\boldsymbol {v}}} má nenulovou složku souřadnic u tohoto vlastního vektoru vzhledem k bázi z vlastních vektorů (a také za předpokladu, že jen jedno vlastní číslo má největší absolutní hodnotu).
Tento jednoduchý algoritmus je užitečný v některých praktických aplikacích; například Google jej používá k výpočtu hodnocení stránek dokumentů ve svém vyhledávači. Z mocninné metody vycházejí i sofistikovanější postupy, např. QR algoritmus.